# Aleja
Aleja u je širem smislu ulica, put, staza ili druga javna površina koja je omeđena i ukrašena na obje strane ulice drvoredima ili nasadima.
Aleja predstavlja arhitektonski uređen krajolik i vrstu proširenog vrta. Pojam polualeje se odnosi na poseban oblik aleje, gdje je samo na jednoj strani ceste drvored.
Riječ dolazi iz francuske riječi avenue  i bio je naturaliziran tijekom Tridesetogodišnjeg rata u Njemačkoj.
Nastao je izvorno iz riječi „aller“ (ići) i postao „allée“ koji je značilo hodati u sjenovitim vrtu.

## Prednosti
Aleje mogu imati sljedeće prednosti:
- Zaštita od sunca
- Zaštita od vjetra
- Poboljšati orijentaciju u magli i sumraku pri procjeni udaljenosti
- Učvršćivanje neasfaltiranih puteva kroz korijenje stabala na ulici i zaštitu od erozije
- Spriječiti nanose snijega u zimi
- Estetsko poboljšanje izgleda krajolik
- Stvaranje dodatnih staništa i time povećati biološku raznolikost
- Dodatno smanjenje kukaca kroz veći broj ptica kojima su hrana.
- Drvo
- Ako je posađeno na jesen jestivo voće
- Grane za vezanje
- Filtriranje i čišćenje podzemnih voda
- Prirodna zvučna izolacija

## Nedostaci
Aleje mogu imati sljedeće nedostatke:
- Opasnost za vrijeme oluja i snijega od pada grane i stabla
- Povećanje rizika od ozljede i smrti kod saobračajnih nesreća
- Brze promjene između Sunca i hladovine
- Nakon pada lišća mogu nastati s naglom pojavom kiše u vrlo skliske površine ceste.
- Pad voća na vjertobransko staklo.

Napoleon Bonaparte je dao izgraditi aleje u cijeloj Europi - prvenstveno kako bi osigurao zaštitu od sunca za svoje vojnike.

## Poznate aleje
Hrvatska:
- Aleja glagoljaša

Njemačka:
- Unter den Linden u Berlinu
- Königsallee in Düsseldorfu

Austrija:
- Hellbrunner Allee u Salzburgu

Francuska:
- Champs-Elysees u Parizu

## Vanjske poveznice
- (s brojnim poveznicama)  Arhivirana inačica izvorne stranice od 18. siječnja 2011. (Wayback Machine)